# 福原俊一 (電車発達史研究家)
福原 俊一（ふくはら しゅんいち、1953年2月 - 2024年10月)は、日本の電車発達史研究家。鉄道友の会会員。武蔵工業大学経営工学科卒業。
東京都出身。幼少期から鉄道に興味を抱き、5歳のときに投入された国鉄181系電車に魅せられたことが鉄道をライフワークにするきっかけとなり、昭和50年代から著作業を始める。長年東芝の子会社で鉄道とは別のエンジニアの仕事をする傍ら活動、2013年に定年退職し、著作活動に専念。

## 著作
- ビジネス特急＜こだま＞を走らせた男たち JTB 2003年10月24日 ISBN 978-4533050114
- 「国電」ものがたり―101系から207系まで イカロス出版 2004年7月1日 ISBN 9784871495738
- 国鉄急行電車物語―80系湘南形から457系まで国鉄急行形電車の足跡 JTBパブリッシング 2006年8月1日 ISBN 9784533064722
- 日本の電車物語 旧性能電車編 JTBパブリッシング 2006年9月28日 ISBN 9784533068676
- 日本の電車物語 新性能電車編―SE車からVVVF電車まで JTBパブリッシング 2008年2月1日 ISBN 9784533069659
- 国鉄特急電車物語 直流電車編 JTBパブリッシング 2010年3月2日 ISBN 9784533078057
- 581・583系物語 JTBパブリッシング 2011年2月28日 ISBN 9784533081569
- 111・113系物語 JTBパブリッシング 2013年7月13日 ISBN 9784533092848
- 鉄道そもそも話 - これだけは知っておきたい鉄道の基礎知識 交通新聞社 2014年6月16日 ISBN 9784330473147
- 115系物語 JTBパブリッシング 2014年7月18日 ISBN 9784533099236
- 星晃が手がけた国鉄黄金時代の車両たち 交通新聞社 2014年11月1日 ISBN 9784330518145
- 415系物語 JTBパブリッシング 2015年7月28日 ISBN 9784533105920
- 振子気動車に懸けた男たち 交通新聞社 2016年2月24日 ISBN 9784330641164
- 電車技術発達史 戎光祥出版 2018年1月18日 ISBN 9784864032797
- 新幹線100系物語 筑摩書房 2021年4月8日 ISBN 9784480073945

### 編集
- 特急形直流電車 電気車研究会 1993年11月1日 ISBN 9784885480645
- 特急形交直流・交流電車 電気車研究会 1994年6月1日 ISBN 9784885480676
- 近郊形直流電車 電気車研究会 1995年4月 ISBN 9784885480751
- 近郊形交直流・交流電車 電気車研究会 1995年10月 ISBN 9784885480782
- 通勤形電車 電気車研究会 1997年2月 ISBN 9784885480836
- 急行形電車―郵便・荷物電車・事業用電車 電気車研究会 1997年12月 ISBN 9784885480881

### 共著
- 幻の国鉄車両 JTBパブリッシング 2007年10月12日 ISBN 9784533069062
- 関西新快速物語 JTBパブリッシング 2011年9月29日 ISBN 9784533083686
- 東海道新幹線50年の軌跡 JTBパブリッシング 2014年9月26日 ISBN 9784533099595